# Antonio Cappello (1736-1807)
Antonio Cappello (Venezia, 27 marzo 1736 – Venezia, 22 ottobre 1807) è stato un politico e diplomatico italiano, membro della famiglia Cappello ricoprì vari incarichi nel governo della Repubblica di Venezia, fu due volte Savio di Terraferma e poi ambasciatore della Repubblica a Madrid, Parigi e Roma. Insignito dell'Ordine della Stola d'oro..

## Biografia
Nacque a Venezia il 27 marzo 1736, figlio di Antonio Marino e Giuseppe Poli. Favorito dalla sorte, il giorno di Santa Barbara del 1756 estrasse la Balla d'oro acquisendo così il diritto di partecipare alle sedute del Maggior Consiglio, senza diritto di voto, prima di aver compiuto l'età di venticinque anni. Divenuto Savio agli Ordini dal 18 settembre 1762 (confermato il 30 giugno 1763), ricoprì numerose magistrature di carattere economico finanziario. Ricoprì due volte l'incarico di provveditore alle Pompe (4 ottobre 1763, e 26 maggio 1771), fu provveditore sopra Feudi (29 settembre 1765), membro del Collegio dei dieci savi sopra le decime in Rialto (25 novembre 1767), provveditore sopra Beni inculti (8 aprile 1775), due volte provveditore alle Beccarie (3 dicembre 1772 e 16 gennaio 1777), provveditore in Zecca alla cassa ori e argenti (26 gennaio 1777). Il 30 giugno 1775 per la prima volta è tra i savi di Terraferma, venendo rieletto il 30 giugno 1778.
Il 25 febbraio 1778 venne designato a ricoprire l'incarico di ambasciatore a Madrid, dove prese servizio, tre anni dopo, nel marzo del 1781.   Durante la sua attività presso la corte dei Borboni divenne esperto conoscitore di uomini capendo subito che era José Moñino y Redondo, conte di Floridablanca "l'anima di tutti i consigli e di tutte le deliberazioni" (dispaccio 28 dicembre 1784). Valutò che la situazione interna della Spagna si ispirava al cauto e moderato riformismo, e commentando la conclusione dei lavori del canale imperiale di Aragona sottolineò la necessità che la Spagna vivificasse l'economia del suo Impero e migliorasse le condizioni di vita dei suoi sudditi (dispaccio 23 novembre 1784). Disapprovò la decisione di aumentare i dazi, un provvedimento che a suo parere aveva effetti controproducenti, contraeva il volume globale del commercio e incrementava il contrabbando (dispaccio del 4 marzo 1783).
I suoi dispacci erano particolarmente ricchi di notizie sulle finanze dello Stato e sulla situazione delle colonie in America: annotava i carichi di metalli preziosi che giungevano da Cadice, riferì sulla rivolta di Túpac Amaru II che devastava le regioni del Perù e sulle rivolte in Messico e altri territori (dispaccio del 27 gennaio 1783). Esemplare un suo giudizio sulla bancarotta dichiarata dalle colonie americane, che egli definì "mancanza di fede pubblica" che "fa un gran torto a un governo nascente" (dispaccio del 4 settembre 1781). La sua opinione sulla guerra d'indipendenza americana era negativa pur venendo espressa con molta prudenza per non compromettere il governo della Repubblica con la Francia che appoggiava apertamente gli insorti. Fedele alle direttive del governo, si spese efficacemente per mantenere integra la neutralità della Repubblica di Venezia, cercando di impedire che le navi veneziane fossero coinvolte nel trasporto di armi e viveri per conto delle potenze in guerra; energico fu il suo impegno per ottenere adeguati risarcimenti per le navi che si trovavano a Cadice e su cui era stato posto l'embargo dalle autorità spagnole.
Si trova ancora in Spagna quando il 31 luglio 1783 venne nominato ambasciatore alla corte di Parigi; lasciò Madrid nel giugno del 1785, raggiungendo la capitale francese nel dicembre dello stesso anno.
Dal 1785 i suoi dispacci riportavano acute osservazioni sulla preoccupante situazione interna della Francia. In un dispaccio del 14 luglio 1788,  prevedendo che la situazione francese avrebbe avuto delle ricadute anche nei confronti della Repubblica di Venezia, scrisse: ora finalmente che la Repubblica può essere disturbata nel suo sistema di Neutralità da chi forse vorrebbe imbarazzarla, ed associarla ai suoi pericoli, domando con ossequio a Vostre Eccellenze se non è questo il momento di riflettere seriamente alla propria situazione, e se convenga alla nostra sicurezza starsene isolati da tutti gli altri?. Tale dispaccio non venne mai comunicato né letto in Senato.
Il 15 dicembre 1788 valutò adeguatamente le possibili conseguenze della decisione del banchiere Jacques Necker di convocare gli Stati generali, osservando che il Terzo Stato, che rappresentava la parte più numerosa ed attiva della popolazione, rifiutava la condizione subalterna e minaccia un'insurrezione in tutto lo Stato.
L'11 maggio 1789 definì momento intieramente decisivo per la Francia l'apertura degli Stati generali, di cui seguì attentamente i lavori descrivendo con lucidità e penetrazione le dispute sul voto per ordine o per testa. Il giuramento della Pallacorda, e la decisa svolta in senso rivoluzionario che impresse agli eventi, segnò lo spartiacque del suo giudizio politico, capendo che con questo atto il Terzo Stato si è messo contro l'ordine costituito.  Dal mese di luglio già usava il termine di anarchia per indicare la situazione a Parigi. La presa della Bastiglia fu per lui un fatto talmente sconvolgente da indurlo a invocare senza indugi il suo richiamo a Venezia. La notte del 4 agosto, l'abolizione delle decime ecclesiastiche, lo portarono a concludere che in Francia non vi è più potere esecutivo, non leggi, non magistrati e non ciò che in francese chiamasi police. Le giornate di Versailles del 5-6 ottobre 1789, lo spinsero a considerare senz'altro in dissoluzione la monarchia francese. Il 21 dicembre 1789, saputa la notizia che Honoré Gabriel Riqueti de Mirabeau e altri deputati avevano compilato un codice per insegnare a tutti i popoli i diritti dei sudditi e intendevano diffonderlo in varie lingue, suggerì al governo della Repubblica di intraprendere un'azione propagandistica a grande raggio tra le popolazioni della Dominante per convincerle dei danni arrecati della Rivoluzione francese. Nel dispaccio del 7 settembre 1790, inviato agli Inquisitori di Stato, dette ulteriori spiegazioni al riguardo, precisando che: questo Club de propaganda libertate è qui meglio conosciuto come il Club del 1789, sotto il qual nome pare, che abbia avuto in vista di celarsi. Egli fu immaginato, diretto, e stabilito privatamente da quei membri dell'Assemblea Nazionale, che confidano di far gustare col mezzo d'emissari, e di libri agli altri popoli le massime qui stabilite d’insurrezione, indipendenza, eguaglianza, e riforma generale.
Gli ultimi mesi della sua permanenza a Parigi accrebbero la sua avversione per i nuovi governanti della Francia; sin dal settembre 1789, Etienne F. Hénin de Cuvillier, incaricato d'affari della Francia a Venezia, aveva segnalato al ministro degli Esteri Armand Marc de Montmorin-Saint-Hérem che i dispacci provenienti da Parigi erano improntati a pessimismo ed esprimevano ostilità nei confronti del popolo francese e che aveva compiuto un passo ufficiale di protesta presso il governo veneziano. Malgrado il Senato della Repubblica di Venezia gli avesse riconfermato la sua fiducia, la sua posizione personale a Parigi si stava facendo difficile. Costretto a portare per strada la coccarda tricolore e a sottostare alle disposizioni della nuova municipalità parigina, lasciò Parigi nell'agosto del 1790, pieno di rancore;  tuttavia il suo risentimento non gli impedì di scrivere nella sua relazione, in data il 2 dicembre, ma letta in Senato il 17 marzo 1791, uno dei più immediati e brillanti giudizi che i contemporanei ci abbiano lasciato sulla Rivoluzione francese.
Egli illustrava dapprima i precedenti storici della "grande catastrofe", che aveva rovinato la Francia per lunghissima serie d'anni: come primo il deficit di bilancio che risaliva ai tempi di Luigi XIV e mai sanato; il clero e la nobiltà che vollero sostenere il loro privilegio, o piuttosto abuso di non pagare le imposizioni, e il Necker che non si era accorto dei pericoli corsi a far governare il popolo. Gli abusi senza numero, la debolezza del Re, il dispotismo dei ministri, l'odiosità del regime feudale erano le cause più evidenti del malcontento generale del terzo stato. Per lui non vi era dubbio che era assurdo il principio dell'eguaglianza di tutti gli uomini e una chimera la sua attuazione, che aveva portato alla distruzione della nobiltà e della monarchia, ormai soppiantata da una democrazia regale, cioè un governo senza nome. Non escludeva l'eventualità che il popolo si spingesse sino a chiedere un giorno anche le leggi agrarie, idea assurda, impraticabile. Più reale e frutto della sua esperienza personale era l'osservazione che il nuovo regime non è riuscito a sanare il deficit e che la situazione economica generale andava di giorno in giorno peggiorando data la quasi completa paralisi dell'industria e del commercio. Concludeva la sua relazione osservando che questa la rivoluzione necessitava di un'altra rivoluzione e gli avvenimenti del 10 agosto 1792 confermano la sua previsione.
Appena rientrato a Venezia, dove dal 31 dicembre 1790 era rieletto savio del Consiglio, si accinse a partire per Roma, designato ambasciatore presso lo Stato Pontificio già dal 19 settembre 1789. Nel suo primo dispaccio da Padova l'8 aprile 1791, durante il viaggio di trasferimento, esprimeva suo rammarico che le controversie confinarie con lo Stato Pontificio relative alla bocca di Goro e al fiume Tartaro non fossero state risolte dal suo predecessore. Le sue erano preoccupazioni infondate perché le vicende della Rivoluzione francese stavano dominando sulla scena politica europea, e lasciavano poco tempo al Papa e alla Repubblica di Venezia per scontrarsi su piccole questioni di frontiera. I suoi dispacci da Roma, con eccezione di qualche notizia sulla questione di Occhiobello, tacevano completamente sui rapporti tra Roma e Venezia e riportavano notizie sulle vicende europee e sulle reazioni del pontefice alla Rivoluzione francese.
La controversia sulla costituzione civile del clero che minacciava di provocare un vero e proprio distacco della Francia dalla Chiesa cattolica e le informazioni sulle prese di posizione del Papa si mescolano ai particolari sulle operazioni militari in corso. Egli ormai parteggiava apertamente per la controrivoluzione, rammaricandosi del fallimento della fuga a Varennes, deprecava le indecenze, violenze, latrocinii dei francesi ad Avignone, definiva scellerata ed impolitica la decapitazione di Luigi XVI, esultava ad ogni notizia dei successi degli eserciti della Prima coalizione, e si abbandonava ad aperte espressioni di sconforto di fronte alle vittorie "veramente sorprendenti" delle armate francesi. Era soddisfatto di constatare che il popolo di Roma rimaneva fedele al Papa, non facendosi contagiare dalle idee rivoluzionarie e, anche dopo che i tumulti portarono all'uccisione di Ugo di Basseville  il 13 gennaio 1793 ed a un tentativo di incendio del ghetto, il suo giudizio rimase positivo sul fatto che la fine dell'esperienza rivoluzionaria fosse vicina. Alternava dispacci densi di solido buon senso e ispirati a una visione della Realpolitik ad altri venati di sconforto esistenziale e di rassegnato fatalismo. Deplorò la indifferenza di tutte le religioni prevista dalla costituzione civile del clero cogliendone le pericolose implicazioni politiche, definì parto dei Monti la vacillante alleanza delle potenze reazionarie, attribuì il fallimento della congiura giacobina di Torino alla mano della Provvidenza divina che vuole salva l'Italia in mezzo a così critiche circostanze di tempi (dispaccio 7 giugno 1794). Quando riferì la notizia che a Roma sarebbe stata scoperta una congiura di molti servitori per assassinare i loro padroni commentò che in tempi di tanta sceleratezza niente più sorprende e niente riesce incredibile. (7 settembre 1794). L'8 novembre 1794 commentò gli eventi dell'8-9 termidoro in cui si alternavano giudizi esatti e reali sul significato storico della caduta di Maximilien de Robespierre a valutazioni apocalittiche, che sembrano quasi inspiegabili in un uomo di così grande esperienza politica.
Rientrato a Venezia nel dicembre 1794, ricoprì le cariche di procuratore di San Marco de supra (7 dicembre 1795), aggiunto alla Provvision del danaro (7 settembre 1796), riformatore allo Studio di Padova (6 ottobre 1796).  Uomo colto e amante soprattutto delle arti figurative, è in stretti rapporti col Canova cui affida l'incarico di modellare i bassorilievi in plastica che ornano il salone più grande del suo palazzo di Venezia, meta, secondo quanto riferisce il Dandolo, di molti giovani artisti. Visse in disparte gli anni dell'occupazione francese e del governo austriaco.
Si spense a Venezia il 22 ottobre 1807.

### Fonti
1. 1 2 3 4 5  Dandolo 1855, p. 94.
2. 1 2 3 4 5 6 7 8 9 10 11 12 13 14 15 16 17 18 19 20 21 22 23 24  https://www.treccani.it/enciclopedia/antonio-cappello_res-d25fddca-87e9-11dc-8e9d-0016357eee51_(Dizionario-Biografico)/
3. 1 2 3 4 5 6  Baldan 2022, p. 9.
4. ↑  Baldan 2022, p. 10.
5. ↑  Tentori 1799, pp. 1-3.
6. ↑  Kovalevsky 1895, pp. 1-2.
7. ↑  Scarabello 1999, pp. 650-651.
8. ↑  Kovalevsky 1895, pp. 8-9.
9. ↑  Kovalevsky 1895, pp. 21-23.
10. ↑  Kovalevsky 1895, p. 24.
11. ↑  Kovalevsky 1895, p. 42.
12. ↑  Kovalevsky 1895, pp. 52-53.
13. ↑  Kovalevsky 1895, pp. 95-96.
14. ↑  Tentori 1799, pp. 6-9.
15. ↑  Baldan 2022, p. 11.
16. 1 2 3 4 5 6 7  Moscati 1943, pp. 191-196.